# Staz Johnson
Stewart „Staz“ Johnson (* 1964 in Yorkshire) ist ein britischer Comiczeichner.

## Leben und Arbeit
Johnson begann in den 1980er Jahren für Marvel UK, den britischen Ableger des US-amerikanischen Marvelverlages als Zeichner zu arbeiten. Dort gestaltete er zunächst Comicserien die auf Spielzeugprodukten basierten so Transformers oder Action Force.
Für den amerikanischen Marvel-Verlag wurde Johnson erstmals 1989 tätig als er die Comicserie G.I. Joe European Missions als Zeichner übernahm, wobei im Wesentlichen als Action Force Material unter einem anderen Namen reprintet wurde. 1992 erhielt Johnson erste Engagements sich als Zeichner für den britischen Verlag 2000 AD zu arbeiten.
Nachdem Johnson in den frühen 1990er Jahren zeitweise als Storyboarddesigner für Werbeagenturen und Zeichentrickfilmproduktionen tätig gewesen war, arbeitete er Mitte der 1990er Jahre zunächst wieder für Marvel. Dort zeichnete er Serien wie Thor (1994), Force Works, Avengers und Spider Man: Funeral for an Octopus (1995).
1995 wurde Johnson schließlich von Marvels Konkurrenten DC-Comics fest unter Vertrag genommen. Dort arbeitete er zunächst 1995 als Vertretungszeichner für Graham Nolan an der Serie Detective Comics, einem der Haupttitel im Verlagsprogramm von DC, bevor er erst von 1996 bis 1999 als Stammzeichner an der Serie Robin, die von den Abenteuern von Batmans jugendlichem Assistenten handelt, und dann von 2000 bis 2001 an der Serie Catwoman, die die Eskapaden einer charmant-erotischen Berufsdiebin zum Inhalt hat. Seine künstlerischen Partner bei diesen Arbeiten waren die Autoren Chuck Dixon (bei Detective Comics und Robin) und Brownie Charlton (an Catwoman). Daneben erledigte er diverse Aufgaben als Gastzeichner, so etwa für Serien wie Nightwing oder Superboy. Seine letzte Arbeit für DC war das Crossover Batman/Aliens II (2003), das DC in Zusammenarbeit mit dem Verlag Dark Horse publizierte.
2003 kehrte Johnson zu Marvel zurück. Dort hat er seither an den Serien Wolverine (2003), New X-Men (2004), Underworld (2006) gearbeitet. Hinzu kamen Spezialprojekte wie der One-Shot Doctor Octopus: Negative Exposure #1 (2003), das Comic zum 2. Spider-Man-Film: Spider-Man 2: The Movie (2004), das verlagsinterne Crossover Cable & Deadpool (2006) sowie die Sonderausgabe Civil War: War Crimes (2007).